# 春明書店
春明书店是中華民國大陸時期以及中華人民共和國初期上海市的一家書店，1932年9月成立，最初位於山西南路10弄3号（福州路星锦里口怡益里内），該書店原本是一個摆书摊，店主為陈冠英。春明书店起初出版小说和剑侠、秘史、言情读物。1936年，春明书店出版黄小配所撰的八卷小说《洪杨豪侠全集》。1947年，胡济涛从杭州来上海加入春明书店後書店設立编辑部，孔另境擔任總編輯，胡济涛擔任編輯，並出版孔另境主编的《今文学》丛刊（其中包括郭沫若的《跨著東海》和《我是中國人》）以及梅林主编的《现代作家文集》十二册（其中包括《鲁迅文集》。书末附有许广平作的《鲁迅文集后记》）、编印辞书《新名词辞典》等。中國人民解放軍攻佔上海前夕，陈冠英移居香港，在當地另设分店。上海的春明书店由应耀华负责。1950年代初，書店改组为春明出版社，孔另境任经理兼总编辑。1956年被并入通联书店。